# Alfred d'Orsay
Pour les articles homonymes, voir Orsay (homonymie).
Alfred Grimod d'Orsay dit Alfred d'Orsay, né à Paris le 4 septembre 1801 et mort à Chambourcy (Seine-et-Oise) le 4 août 1852, est un artiste peintre, sculpteur, dandy et mécène français.

## Biographie

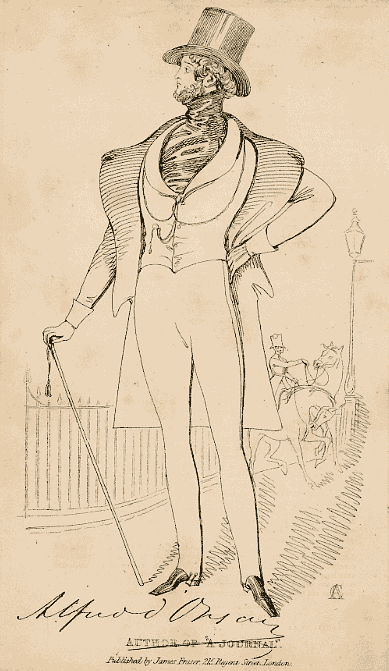
Dessin de James Baillie Fraser représentant Alfred d'Orsay (v. 1830).

Fils d'Albert Gaspard Grimod comte d'Orsay puis baron d'Empire (1772-1843), et général d'Empire, et d'Éléonore de Würtemberg, baronne de Franquemont (1771-1833), fille d'Eleanore Sullivan, d'origine italienne et d'une grande beauté, Alfred est le frère d’Ida d’Orsay (1802-1882), épouse du duc Antoine IX Héraclius de Gramont. L'époux de sa grand-mère maternelle est Quentin Craufurd, riche homme d'affaires écossais qui vivait rue d'Anjou en un somptueux hôtel particulier remplit de tableaux et de livres : le jeune Alfred avait 18 ans quand Quentin mourut, laissant tous ses biens à sa grand-mère. Il possédait de nombreux contacts en Angleterre et était un proche de Talleyrand et des royalistes.
Lieutenant des gardes du corps de Louis XVIII, stationné à Valence, Alfred fait la connaissance à Londres, à Saint-James Square, en 1822, de Charles John Gardiner, comte de Blessington, et de son épouse Marguerite. Il accompagne les Blessington lors d'un voyage à Paris, en passant par la vallée du Rhône et en Italie, en août 1823, où ils rencontrent Lord Byron à Gênes. Afin de rester auprès du couple et surtout de Marguerite, Alfred épouse, le 1er décembre 1827, lady Harriet Gardiner, fille d'un premier mariage du comte de Blessington âgée d'à peine quinze ans. Ils se séparent rapidement, et Harriet rentre à Londres.
Après le décès du comte de Blessington, en 1829, à Paris, Marguerite et Alfred décident de vivre ensemble, entre Londres et Paris. Ils reçoivent et fréquentent l'élite artistique et mondaine de l'époque, Thomas Lawrence, Louis-Napoléon Bonaparte, Benjamin Disraeli, Dickens, Vigny, Lamartine.
« Archange du dandysme » selon Lamartine, Alfred change de gants plusieurs fois par jour. Il crée de nombreux parfums pour son égérie. Il se fait fabriquer un nouveau modèle de voiture, dit « coupé d’Orsay », qui connait un grand succès en Angleterre sous le nom de « dorsay », au point qu’on considère que c’est une « voiture anglaise ».
Sans doute marqué par son grand-père, Pierre Gaspard Marie Grimod d'Orsay, il s'adonne à la peinture, ses tableaux sont admirés au Royaume-Uni. Il est également dessinateur et sculpteur, on lui doit un buste de Lamartine aujourd'hui exposé au château de Versailles, ainsi que les plans de la tombe-pyramide du cimetière de Chambourcy, où il repose auprès de lady Marguerite de Blessington, sa compagne.
En 1844, après la mort de son père, il tente de dresser l'inventaire de l'ancienne collection de son grand-père, et de reprendre possession de quelques pièces dispersées : c'est à ce moment-là qu'il entre en relation avec les conservateurs du musée du Louvre.
Marguerite meurt à la fin de l'année 1849, il lui survit trois ans. Atteint d'un cancer de la colonne vertébrale, il est accueilli, à Chambourcy, dans la propriété de sa sœur Ida et de son époux. Il y meurt peu après avoir été nommé, en juin 1852, surintendant de l'École des beaux-arts par le président de la République, Louis-Napoléon Bonaparte.
En 1874, dans Le Plus Bel Amour de Don Juan, une nouvelle des Diaboliques, Jules Barbey d'Aurevilly compare le comte de Ravila de Ravilès au comte d'Orsay :

« Comme d'Orsay, ce dandy taillé dans le bronze de Michel-Ange, qui fut beau jusqu'à sa dernière heure... »

## Postérité

### Œuvre graphique
Durant ses séjours à Londres, Alfred d'Orsay exécuta de nombreux portraits dessinés. Certains furent reproduits sur la pierre lithographique par Richard James Lane (en) et publiés de son vivant par John Mitchell. On conserve aussi quelques-unes de ses huiles sur toile, dont un portrait du duc de Wellington âgé (Londres, National Portrait Gallery).

### Les parfums D'Orsay
Le comte d'Orsay laisse, à sa mort, un précieux héritage olfactif que sa famille décide de mettre en valeur en 1865, laquelle autorise, en 1901, la création d'une société contrôlée par le groupe de financiers, Van Dyck, Berg & Fink, plus tard revendue à la Compagnie française des parfums d’Orsay.

### Eustace Tilley
En 2005, un article du New Yorker révèle que le fameux dandy « Eustace Tilley », personnage créé par le dessinateur Rea Irvin, en 1925, qui apparaît régulièrement sur la couverture du magazine depuis lors, serait directement inspiré du dessin de James Baillie Fraser (1783-1856) représentant le comte d'Orsay à Londres : le dessin est paru en gravure en décembre 1834 dans Fraser's Magazine.

## Galerie

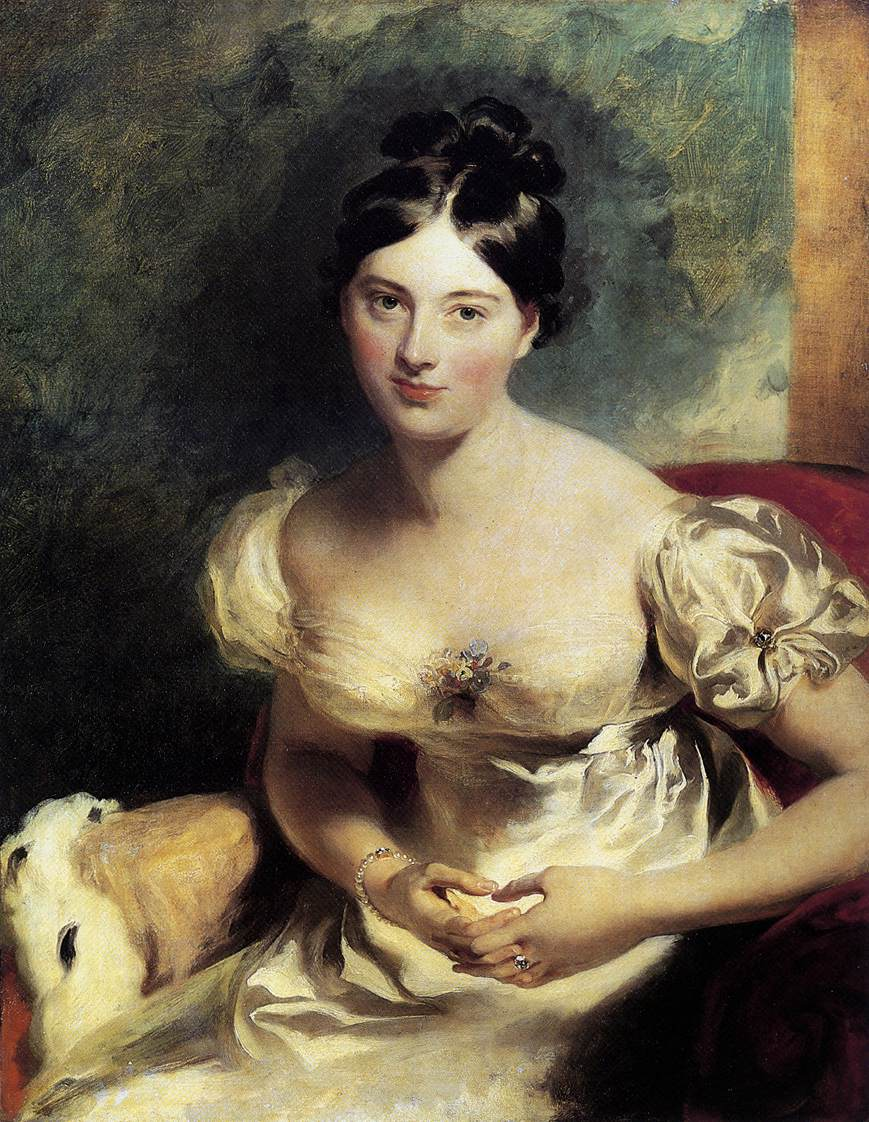
Margaret, Countess of Blessington par Thomas Lawrence, 1819.
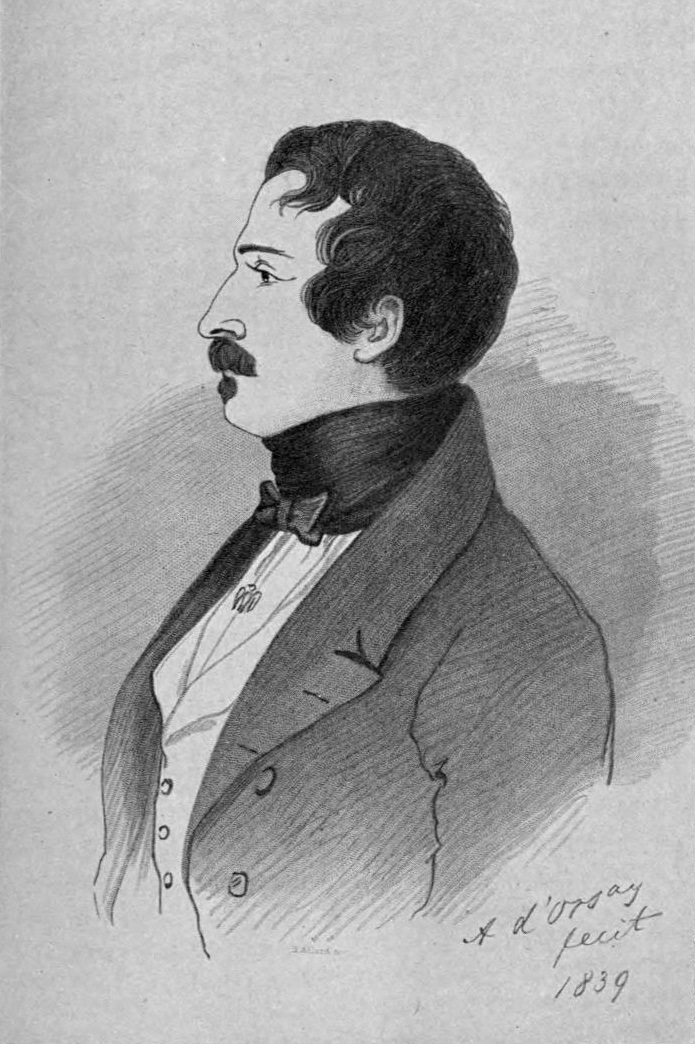
Louis-Napoléon Bonaparte en 1839, dessin d'Alfred d'Orsay.
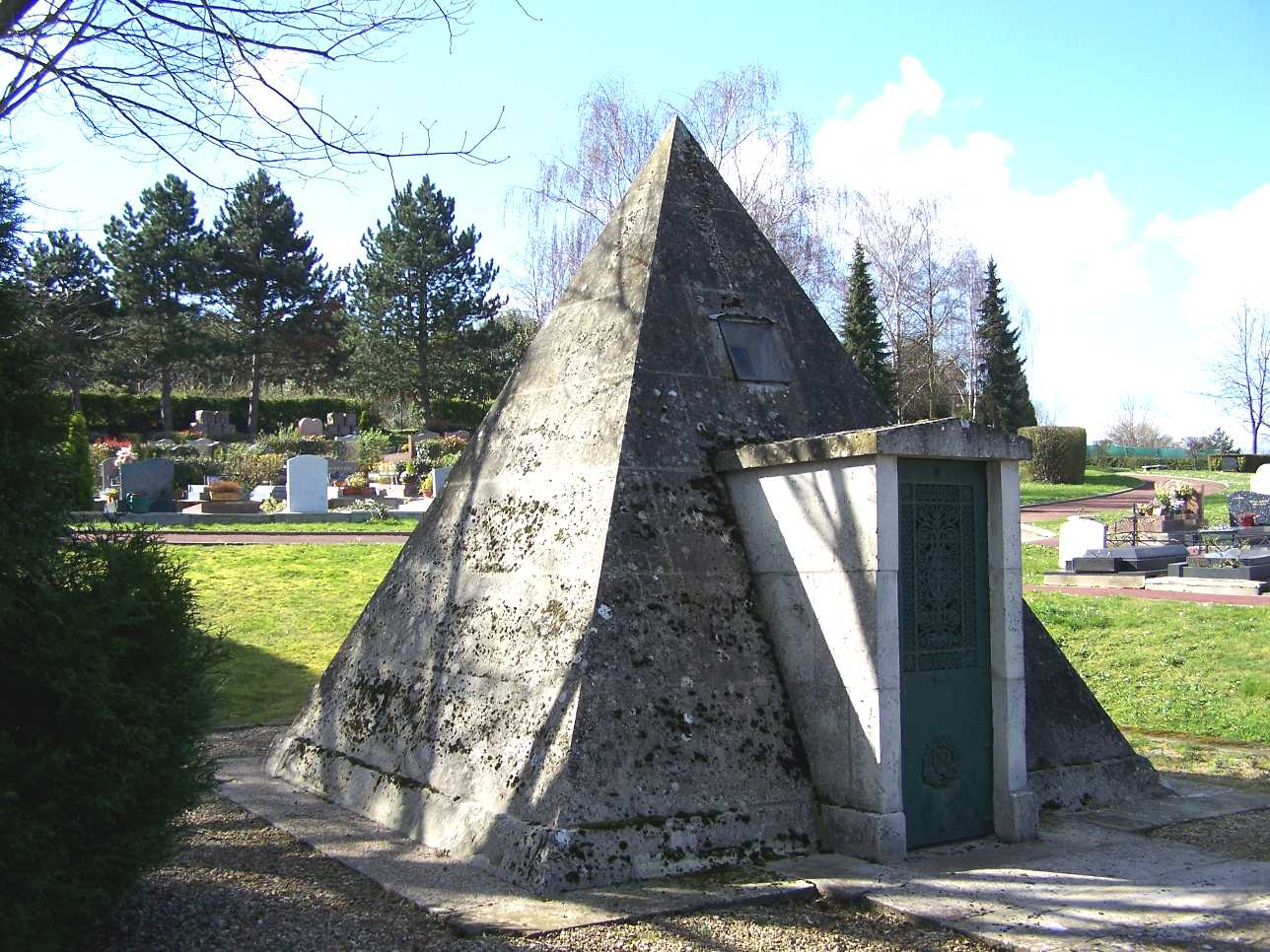
Tombeau pyramidal du comte d'Orsay et de Marguerite de Blessington (cimetière de Chambourcy).
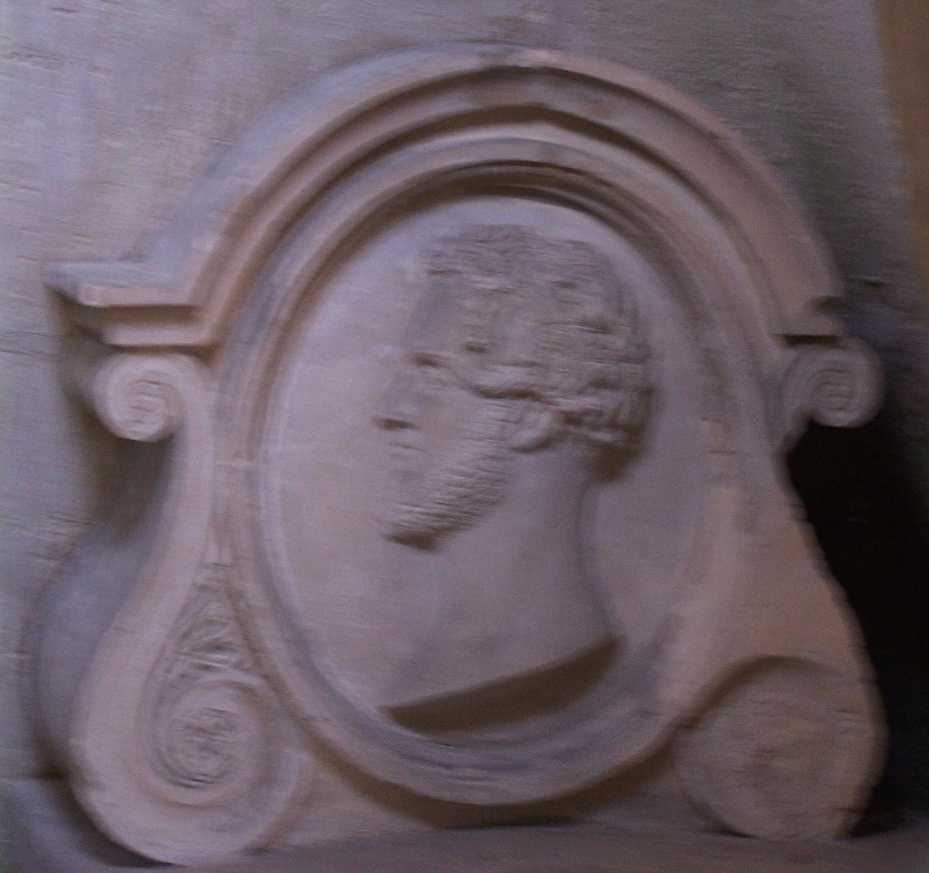
Stèle du comte d'Orsay dans le tombeau.
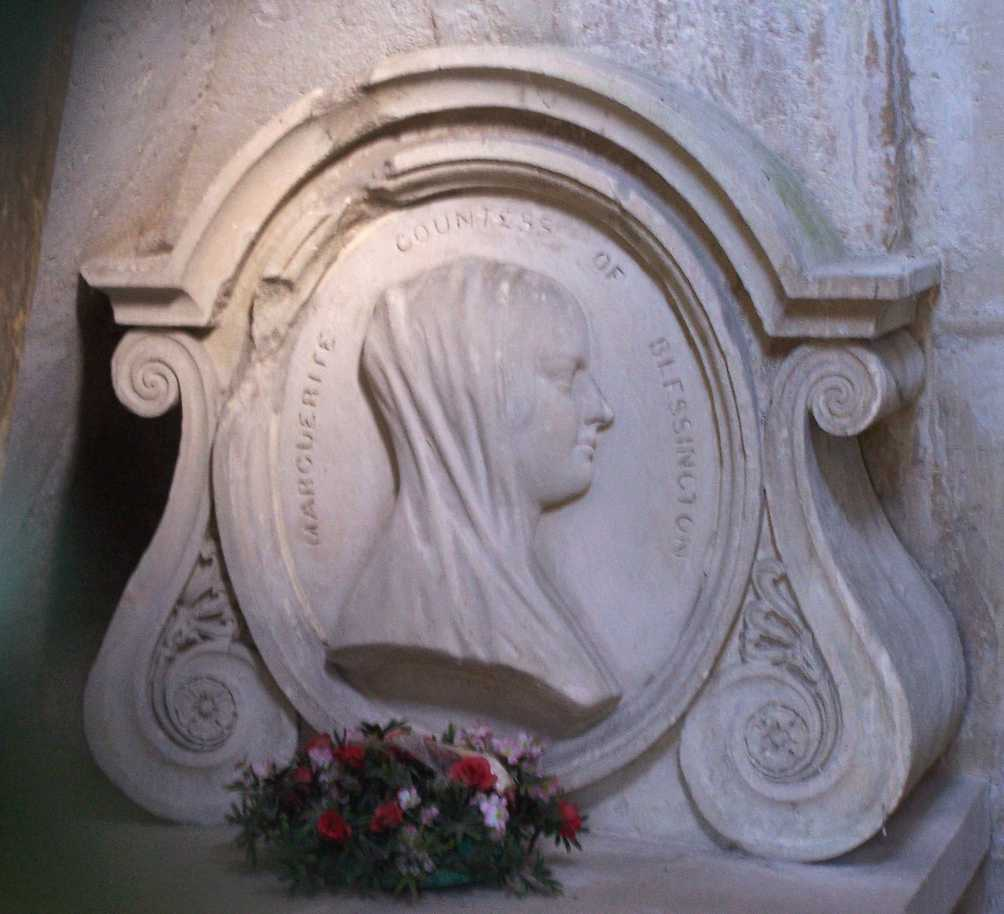
Stèle de Marguerite de Blessington dans le tombeau.